# エスケタミン
エスケタミン（英: Esketamine）は、（S）-ケタミンまたはS(+)-ケタミンとしても知られ、（R）-ケタミンの鏡像異性体であり、全身麻酔薬および抗うつ薬として使用される解離性麻酔薬。スプラバート（うつ病用）、ケタネスト（麻酔用）などの商品名で販売されている。

## 概要
エスケタミンは特に難治性うつ病、大うつ病の治療に用いられる。剤型はうつ病に対しては鼻腔内スプレーの形でのみFDAによって承認されている。
従来型の抗うつ薬が効果が出るのに6週間かかるのに対し、エスケタミンを含むケタミン製剤は投与後2～3時間で効果を発現し、自殺率も下げると報告されている。エスケタミンは作用部位と考えられるNMDA受容体に親和性の高いＳ体を単離したものである（S体はR体の３～4倍親和性が高いと言われる）。その即効性と高い治療効果から2023年現在製薬会社各社は開発にしのぎを削る研究レースの様相を呈している。
副作用には、めまい、過鎮静、吐き気、嘔吐、しびれ、不安、傾眠、血圧上昇、酩酊感などがある。
ケタミンは1962年にアメリカのパーク・デービス社により合成され、1970年に麻酔薬として医療用途に導入された。単離された光学異性体のエスケタミンは1997年に麻酔薬として、2019年に抗うつ薬として医療用途に導入された。欧州連合では麻酔薬として、アメリカとカナダでは抗うつ薬として使用されている。エスケタミンは解離性麻酔薬として乱用の危険性があるため、規制物質となっている。

## 医学的用途

### 麻酔
エスケタミンはケタミンと同様の適応で使用される。

### うつ病

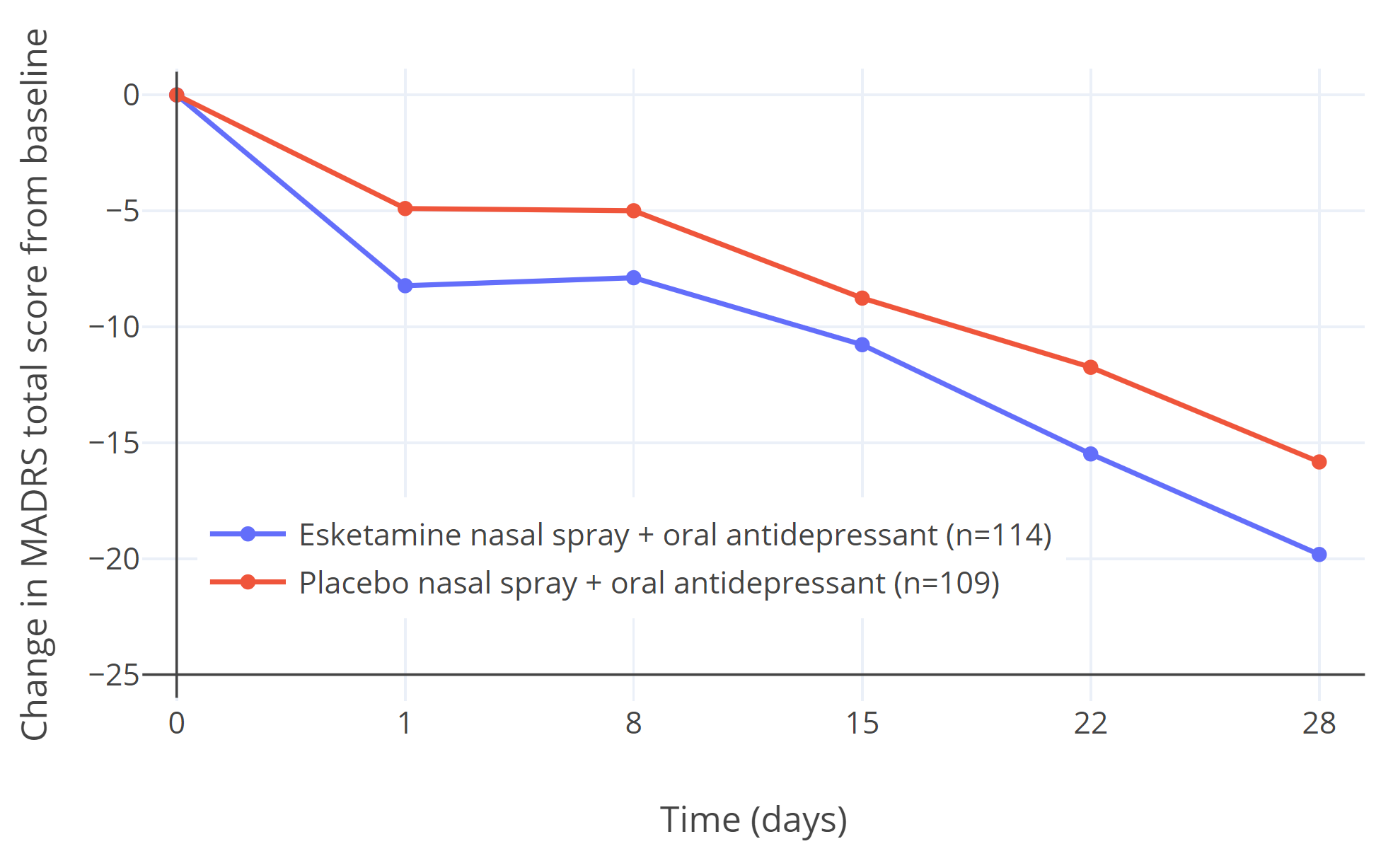

エスケタミンは、スプラバートの商品名で、成人の自殺念慮や自殺行動に関連する治療抵抗性うつ病（TRD）および大うつ病性障害（MDD）の治療薬として、アメリカでは従来の抗うつ薬と併用する形で点鼻薬の剤型で承認されている。スプラバートの推奨用量は1日目に56mg、1～4週目は週2回56mgまたは84mg、5～8週目は週1回56mgまたは84mg、9週目以降は2週間ごとに56mgまたは84mgとなっている。スプラバートは医療従事者の監督の下で投与され、患者は投与後最低2時間医療機関に留まり観察される。
エスケタミンは、従来の抗うつ薬にエスケタミン点鼻スプレーを加えた2つの第3相臨床試験（ASPIRE-1およびASPIRE-2）に基づいて、自殺念慮または自殺行動を併発するMDDの治療薬として承認された。主な有効性の尺度は、エスケタミンの初回投与後24時間後のMADRS合計スコアの減少で評価された。どちらの試験でも、エスケタミンでは24時間時点でプラセボと比較してMADRSスコアが大幅に減少した。
初期の小規模臨床研究ではケタミンとエスケタミンのうつ病治療に対する期待は当初非常に高く、一部の研究者はケタミンの迅速かつ強力な抗うつ効果の発見に「精神医学分野における最も重要な進歩」と評した。しかし研究が大規模になると、うつ病に対するケタミン/エスケタミンの有効性の評価は劇的に低下した。TRDの適応症に対するエスケタミンの有効性は「中程度」であると記載されており、MDDの治療に対する他の抗うつ薬の有効性と同等程度であるとされる。 
2019年2月、FDAの専門家委員会は賛成14、反対2の投票で、「医療機関で投与され、投与後少なくとも2時間患者はその場に留まる」という条件付きで、FDAがTRD用の点鼻薬エスケタミンを承認することを勧告した。  
2020年1月、エスケタミンはイギリスの国民保健サービス（NHS）により適応を否認された。スプラバートは、2019年3月にアメリカで発売された際の薬価は、年間32,400ドルであった。 

## 歴史
エスケタミンは、1997年にドイツで麻酔薬として医療用途に導入され、その後他の国でも販売された。この薬は麻酔効果に加えて、即効性の抗うつ薬としての特性を示し、使用が研究された。エスケタミンは、2013年に治療抵抗性うつ病（TRD）、2016年に自殺念慮を伴う大うつ病性障害（MDD）に対してFDAから画期的治療薬指定を受けた。2017年11月にアメリカにおける治療抵抗性うつ病の第3相臨床試験は終了した。ジョンソン・エンド・ジョンソンは、2018年9月4日にFDAに承認申請を行った。この申請は2019年2月12日にFDA諮問委員会によって承認され、2019年3月5日、FDAは成人のうつ病の治療にエスケタミンと経口抗うつ薬の併用を承認した。2020年8月、自殺念慮の短期治療の適応を追加してFDAにより承認された。2025年1月21日、FDAはエスケタミンを少なくとも2種類の異なる経口抗うつ薬に十分な反応を示さなかった大うつ病性障害（MDD）成人患者に対する単独治療法として承認した。
1980年代以来、ケタミンは、トリップを誘発する副作用のため「スペシャルK」としても知られる違法ドラッグとして使用されてきた。